# Вајднер (Арканзас)
Вајднер (енгл. Widener) град је у америчкој савезној држави Арканзас.

## Демографија
По попису из 2010. године број становника је 273, што је 62 (-18,5%) становника мање него 2000. године.
| Група             | 2000.       | 2010.       |
| Белци             | 104 (31,0%) | 90 (33,0%)  |
| Афроамериканци    | 225 (67,2%) | 168 (61,5%) |
| Азијати           | 1 (0,3%)    | 0 (0,0%)    |
| Хиспаноамериканци | 8 (2,4%)    | 14 (5,1%)   |
| Укупно            | 335         | 273         |